# Mary Bassett Clarke
Mary Bassett Clarke (firmó algunos textos con el seudónimo Ida Fairfield; Independence, Estados Unidos, 18 de noviembre de 1831-2 de agosto de 1908) fue una escritora y poetisa estadounidense.

## Biografía
Nació el 18 de noviembre de 1831, la séptima de las doce hijas del matrimonio entre John C. Bassett, un granjero del estado de Nueva York, y Martha St. John Bassett. Ambos eran personas cultas. Mary se formó en la Universidad Alfred; aunque su frágil salud limitó sus oportunidades, se graduó allí en 1857.
Con 15 años comenzó a escribir textos que se publicaron en Flag of Our Union bajo el seudónimo de «Ida Fairfield». Asimismo, pese a que su salud le obligaba a descansar durante largos periodos de tiempo, colaboró con otros periódicos y publicaciones locales, como el Rural New Yorker.
En 1859 se casó con William L. Clarke, con quien se mudó a Ashaway, en el estado de Rhode Island.
Muchos de sus versos y otros escritos se los cedió a la Iglesia Bautista del Séptimo Día, organización de la que formaba parte, para que los publicase.

## Atribución
- Este artículo contiene texto traducido desde una publicación que se encuentra ahora en dominio público: Willard, Frances Elizabeth; Livermore, Mary Ashton Rice (1897). American Women: Fifteen Hundred Biographies with Over 1,400 Portraits : a Comprehensive Encyclopedia of the Lives and Achievements of American Women During the Nineteenth Century. Mast, Crowell & Kirkpatrick.

- Datos: Q58286404